# Xã Mount Pleasant, Quận Scott, Arkansas
Xã Mount Pleasant (tiếng Anh: Mount Pleasant Township) là một xã thuộc quận Scott, tiểu bang Arkansas, Hoa Kỳ. Năm 2010, dân số của xã này là 515 người.